# Phaethornis hispidus
El ermitaño barbiblanco o ermitaño de barba blanca (Phaethornis hispidus) es una especie de ave apodiforme de la familia Trochilidae, perteneciente al numeroso género Phaethornis. Es nativo de América del Sur en el occidente de la región amazónica.

## Distribución y hábitat
Se distribuye por las tierras bajas a oriente de los Andes del este y sur de Colombia, oeste y sur de Venezuela, este de Ecuador, este de Perú, noreste de Bolivia y oeste de la Amazonia brasileña.
Esta especie, ampliamente diseminada, es considerada bastante común en sus hábitats naturales: las selvas húmedas principalmente en ambientes regularmente inundables como bosques de várzea y de transición; menos regularmente en crecimientos secundarios, enmarañados de heliconias y bambuzales, bosques pantanosos y plantaciones. Además, puede ser encontrado en otras áreas húmedas como bosques en galería de campos cerrados, llanos y bosques semi-caducifolios. Principalmente en bajas altitudes, puede llegar hasta los 1200 m en los contrafuertes andinos de Perú.

## Sistemática

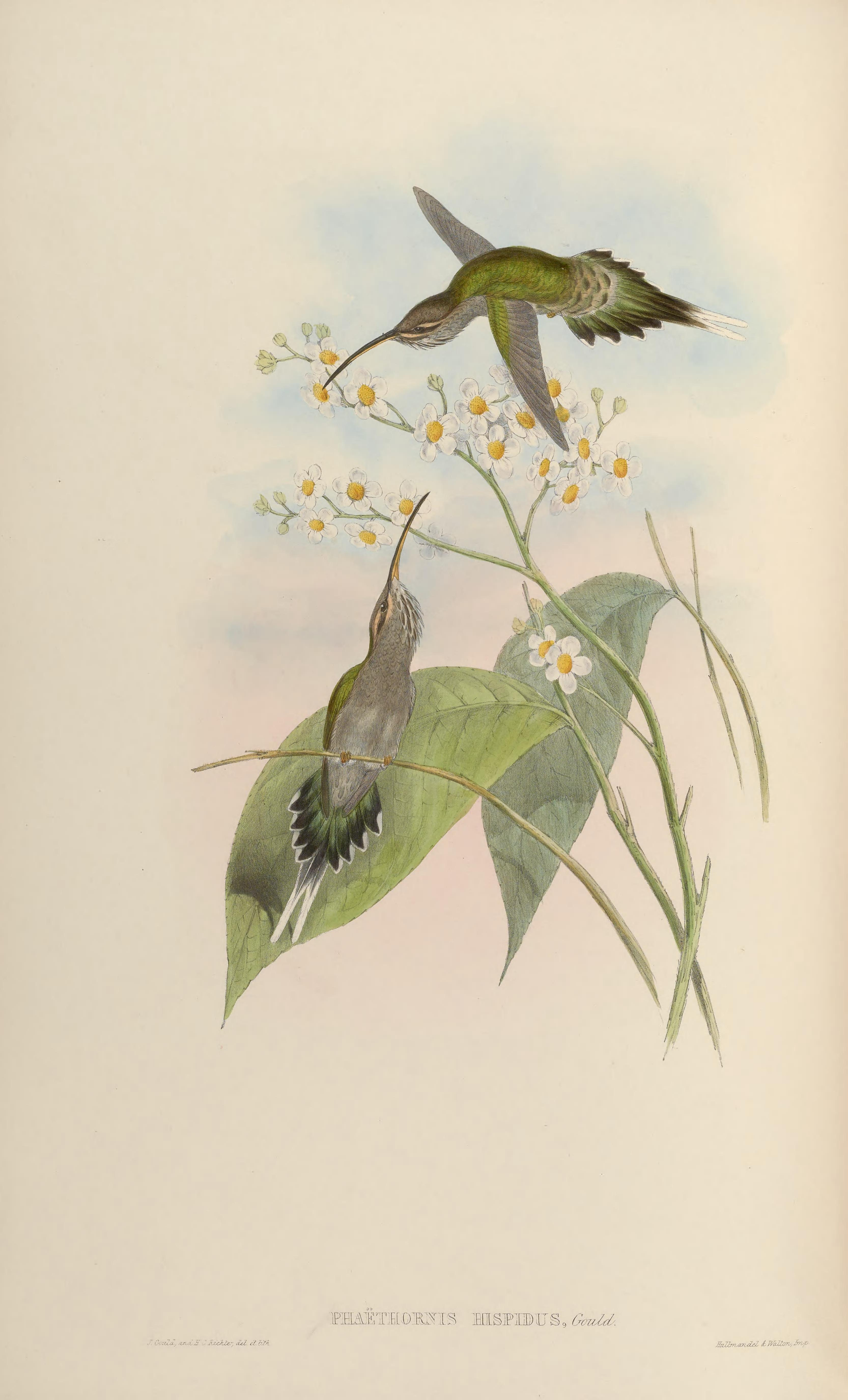
Phaethornis hispidus, ilustración de Gould y Richter en A monograph of the Trochilidae, or family of humming-birds, 1849.

### Descripción original
La especie P. hispidus fue descrita por primera vez por el ornitólogo británico John Gould en 1846 bajo el nombre científico Trochilus hispidus; su localidad tipo es: «Perú» (error, corregido para «Bolivia».

### Etimología
El nombre genérico masculino «Phaethornis» se compone de las palabras del griego «phaethōn» que significa ‘sol’ y «ornis» que significa ‘pájaro’; y el nombre de la especie «hispidus», en latín significa ‘peludo’.

### Taxonomía
Exiten considerables variaciones individuales. Es monotípica.